# دهستان نیزار
نیزار، دهستانی از توابع بخش سلفچگان شهرستان قم در استان قم ایران است.

## جمعیت
براساس سرشماری سال ۱۳۸۵ جمعیت آن ۴٬۱۵۵ نفر (۱٬۱۵۰ خانوار) بوده‌است.